# 新竹市 (縣轄市)
新竹市為中華民國臺灣省新竹縣1950年至1982年間下轄的縣轄市。1950年，依照台灣省地方自治實施綱要調整行政區劃，舊新竹縣一分為三，分為桃園縣、新竹縣、苗栗縣三縣。新竹市被併入新的新竹縣。舊新竹市的東區、西區、南區、北區在1951年12月1日改為縣轄市新竹市，成為新竹縣的縣治。而香山區、竹東區、寶山區則被劃出縣轄新竹市，改為新竹縣轄鄉、鎮。1982年7月1日，縣轄市新竹市升格為省轄市，並且新竹縣香山鄉併入新竹市成為新竹市香山區。據1980年台灣人口普查，新竹市有人口240900人。

## 歷任首長
| 屆次 | 姓名   | 黨籍       | 任職日期                     | 備註         |
| ---- | ------ | ---------- | ---------------------------- | ------------ |
| 1    | 鄭雅軒 | 中國國民黨 | 1952年3月3日－1954年3月3日   | 民選首任     |
| 2    | 鄭雅軒 | 中國國民黨 | 1954年3月3日－1957年3月3日   |              |
| 3    | 鄭雅軒 | 中國國民黨 | 1957年3月3日－1960年3月3日   |              |
| 4    | 鄭鴻源 | 無黨籍     | 1960年3月3日－1964年3月3日   |              |
| 5    | 姚棋輝 | 中國國民黨 | 1964年3月3日－1968年3月1日   |              |
| 6    | 陳玉   | 中國國民黨 | 1968年3月1日－1973年4月1日   |              |
| 7    | 林樹華 | 中國國民黨 | 1973年4月1日－1977年12月30日 |              |
| 8    | 林樹華 | 中國國民黨 | 1977年12月30日－1982年3月1日 |              |
| 9    | 施性忠 | 無黨籍     | 1982年3月1日－1982年7月1日   | 改聘省轄市長 |